# 陳王庭 (萬曆丁未進士)
陳王庭（1577年—1630年），字丹衷，號心龍，直隸永平府盧龍衛官籍，明朝政治人物。

## 生平
萬曆三十四年丙午科顺天府乡试第六名举人，三十五年（1607年）丁未科會試第七十二名，廷试三甲五十七名進士，官咸寧縣知縣，曾修咸寧縣志。万历末，擢监察御史，巡按山东、辽东。天启五年六月，起补廣西道御史，十二月，差廣西道御史陳王庭巡視京營。七年十月，升太仆寺卿，仍管广西道事。崇禎三年正月，清兵入寇，攻陷永平府，时被革職的太僕寺卿陳王廷降清，五月，清兵退军，被逮入狱，绝食而死。

## 家族
曾祖陳章。祖父陳銘。父陳志文。前母张氏，母毛氏。永感下。兄王前。